# Priscilla Meirelles de Almeida
Priscilla Meirelles de Almeida (Belém do Pará, 5 de setembro de 1983) é uma modelo brasileira vencedora do Miss Terra 2004, do Miss Globo Internacional 2003 e do Reina del Mar 2002.

## Biografia
De ascendência espanhola e portuguesa, em 2003, Priscila representou o Amazonas no Miss Brasil Globo, realizado em 15 de março desse ano em Brasília (DF), e foi eleita, vencendo em seguida o Miss Globo Internacional, realizado em Antália, (Turquia) no dia 25 de julho. No ano seguinte, em 2004, ficou em quinto lugar no concurso de Miss Brasil, ocorrido no dia 15 de Abril em São Paulo, pelo mesmo estado do Amazonas.
Em 28 de julho, venceu o Beleza Brasil, realizado em Belo Horizonte (MG), e no dia 24 de outubro, tornou-se a primeira brasileira a ser eleita Miss Terra, em concurso ocorrido em Quezon City, (Filipinas). Com esse feito, o Brasil tornou-se o primeiro país a ter títulos nos quatro principais concursos de beleza internacionais: dois de Miss Universo (Ieda Maria Vargas, em 1963, e Martha Vasconcellos, em 1968), um de Miss Mundo (Lúcia Petterle, em 1971), um de Miss Beleza Internacional (Maria da Glória Carvalho), e dois de Miss Terra, conquistado por Priscilla em 2004 e em 2009 por Larissa Ramos.
Atualmente Priscilla mora nas Filipinas, onde trabalha como modelo, sendo profissional bastante reconhecida e requisitada para trabalhos naquela parte do mundo, muito em função do seu sucesso no concurso de Miss Terra. Chegou a ser capa de várias publicações, entre elas a edição local da revista Vogue. Foi capa da revista Playboy filipina em abril de 2008. Apresentou o Miss Terra para a TV filipina por alguns anos.

## Títulos
| Concurso                                              | Ano  |
| ----------------------------------------------------- | ---- |
| Rainha do Campeonato de Peladas do Amazonas - Peladão | 2001 |
| Rainha das Praias do Brasil                           | 2002 |
| Reina del Mar Internacional                           | 2002 |
| Miss Amazonas Globo                                   | 2003 |
| Miss Brasil Globo                                     | 2003 |
| Miss Globo Internacional                              | 2003 |
| Miss Amazonas Universo                                | 2004 |
| Beleza Amazonas (Miss Amazonas Terra)                 | 2004 |
| Beleza Brasil (Miss Brasil Terra)                     | 2004 |
| Miss Terra                                            | 2004 |